# 蛤蜊汁

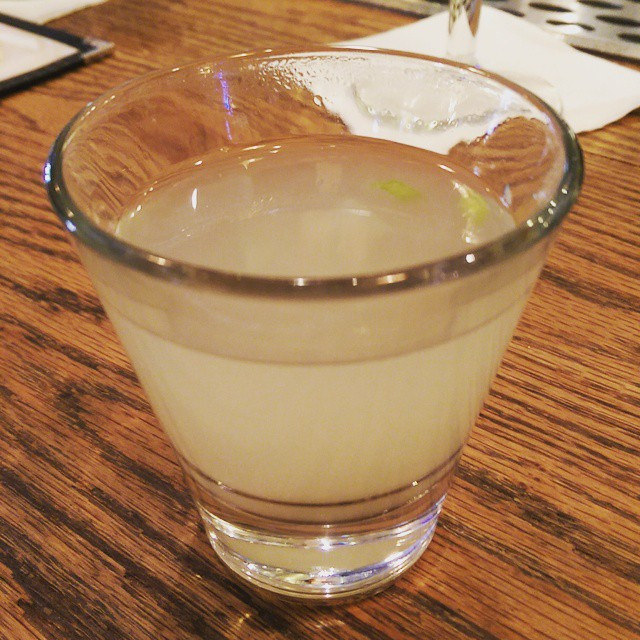
一杯蛤蜊汁

蛤蜊汁是從蒸蛤蜊中收集的液體，被用作調味料和飲料。

## 製作
蛤蜊汁通常由從蒸過的蛤蜊獲得，可以新鮮製備或製成瓶裝形式。一些公司通過將新鮮的蛤蜊在加鹽的水中蒸熟，然後收集提取的液體然後過濾大量生產預製蛤蜊汁，稱為蛤蜊汁或蛤蜊液。1937年，威廉·G·弗雷澤（William G. Frazier）發明了一種蛤蜊開殼器，旨在輕鬆打開蛤蜊殼並保留所有的蛤蜊汁，並於1938年11月15日獲得了美國專利商標局頒發的專利。

## 用途
蛤蜊汁有時用於製作蛤蜊雜燴和其他雜燴。它可以在肉醬、海鮮菜餚、湯底和頂級食品中作為調味品，類似於魚露的使用方式。意大利廚師有時會使用蛤蜊汁作為海鮮菜餚和意大利麵醬的配料，有時在烹飪中的去糊過程中使用，它可以為菜餚提供類似礦物質的風味，並作為底物幫助組合菜餚中的風味。
美國的一些餐館和酒吧供應純蛤蜊汁，在1900年代初期的美國，蛤蜊汁被認為是一種解酒藥，同時也被用作汽水噴泉中各種飲料的原料。用蛤蜊汁調製的飲料包括熱蛤蜊汁、熱蛤蜊汽水、熱姜蛤肉湯、熱芹菜潘趣酒、熱蛤蜊奶油、番茄蛤肉湯等。熱蛤蜊汁的配方是在8盎司玻璃杯中使用半到1盎司的蛤蜊汁，其餘部分則是熱水，配料包括蘇打餅乾、芹菜鹽、鹽和胡椒，這種飲料有時會加入牛奶或熱牛奶，添加一小部分黃油會增強熱蛤蜊汁的味道。蛤蜊汁也可以被和番茄汁一起製成飲料，有時也被用作雞尾酒中的調味料。